# Caso Kathlen Romeu
O caso Kathlen Romeu foi a morte de Kathlen de Oliveira Romeu, uma modelo e design de interiores de 24 anos, alvejada com um tiro de fuzil no tórax em 8 de junho de 2021 em um suposto confronto entre criminosos e policiais da Unidade de Polícia Pacificadora no Complexo do Lins, na Zona Norte do Rio de Janeiro. Kathlen estava grávida de 13 semanas. Ela tinha acabado de deixar a casa da avó materna, a quem tinha ido visitar. Segundo a acusação do Ministério Público do Rio (MPRJ), os tiros teriam partido dos policiais militares Rodrigo Correia de Frias e Marcos Felipe da Silva Salviano, que de serviço de patrulhamento teriam entrado na comunidade atirando na direção de um grupo de criminosos.
Em nota, a Polícia Militar informou que os agentes foram atacados a tiros por criminosos na localidade conhecida como “Beco da 14”, dando início a um confronto. Segundo a polícia, Kathlen foi encontrada ferida após a troca de tiros. Ela ainda chegou a ser levada para o Hospital Municipal Salgado Filho, no Méier, mas não resistiu. Os moradores fizeram um protesto fechando a Estrada Grajaú-Jacarepaguá.
Jacklline Oliveira, mãe de Kathlen, disse em Audiência da Polícia Militar em 2022 que não havia confronto armado entre policiais e criminosos da comunidade no momento em que Kathlen foi baleada. Luciano dos Santos Gonçalves, pai de Kethlen, disse que recebeu, de um morador da comunidade, um vídeo que mostra policiais recolhendo cartuchos de bala do chão, depois da vítima ter sido atingida. O vídeo também está anexado no processo.
Segundo o MPRJ, os policiais teriam alterado a cena do crime, colocando 12 cápsulas 9mm e mudando a versão em depoimentos após a repercussão do caso.
| “ | A percepção que se chegou de uma forma estritamente técnica e muito robusta é de que houve sim uma fraude processual, uma alteração da cena do crime, para justamente se eximir de uma responsabilidade que adviria da prática deste homicídio. | ” |
|   | — Promotor Fabio Corrêa, Coordenador do Grupo de Atuação Especial em Segurança Pública (GAESP) do MPRJ. |   |

Em 5 de agosto de 2025 a Auditoria da Polícia Militar absolveu pelo crime de falso testemunho e inocentou da acusação de terem arrecadado cápsulas de fuzis do local, por 4 votos a 1, o sargento Rafael Chaves Oliveira e os cabos Rodrigo Correia Frias e Marcos Felipe da Silva Salviano pela alteração da cena do crime. A auditoria é formada por um juiz de Direito, que votou pela condenação, e quatro militares superiores da Polícia Militar, que votaram pela absolvição.
Após a absolvição, Jacklline Lopes, mãe de Kathlen Romeu, desabafou:
| “ | Esse é mais um tiro de fuzil que eu, meus familiares e amigos tomamos do estado. Estou decepcionada, ferida, mas não estou surpresa porque eu não poderia esperar menos de um tribunal corporativista que legitima essa barbaridade com os nossos filhos. É um tribunal da impunidade. Onde já se viu um juiz que entende de Direito com quatro oficiais leigos? Já fazem isso para que a gente desista. | ” |
|   | — Jacklline Lopes, mãe de Kathlen Romeu. |   |

O advogado da família, Rodrigo Mondego, também criticou a absolvição:
| “ | Os PMs envolvidos na morte da Kathlen Romeu foram absolvidos da acusação de fraude processual, mesmo com vídeo mostrando eles catando as balas no chão. O conselho, que tem quatro PMs, votou pela absolvição. O juiz, único civil, votou pela condenação. É um escárnio corporativista. | ” |
|   | — Rodrigo Mondego, advogado da família de Kathlen Romeu. |   |

## Júri popular
Os policiais militares Rodrigo Correia de Frias e Marcos Felipe da Silva Salviano vão a júri popular pelo crime de homicídio. Segundo a juíza Elizabeth Machado Louro, da 2ª Vara Criminal do Tribunal de Justiça do Rio, as investigações da Polícia Civil comprovam que o tiro que matou Kathlen Romeu foi disparado por um policial militar.
| “ | A materialidade está comprovada pelo laudo de necropsia, bem como pelos esquemas de lesões. A autoria, igualmente, restou suficientemente indiciada nos autos, notadamente pela prova técnica produzida na investigação. Nesse sentido, embora a prova oral não tenha se mostrado apta a indicar que o disparo que atingiu a vítima partiu dos acusados, o laudo de reprodução simulada surge suficiente para indiciar a autoria, ao menos para os fins desta decisão. | ” |
|   | — Juíza Elizabeth Machado Louro, da 2ª Vara Criminal do TJRJ. |   |

O julgamento ainda não tem data marcada.